# Mir wëlle bleiwe wat mir sinn
Mir wëlle bleiwe wat mir sinn (Luxemburgs: Wij willen blijven wat wij zijn) is een gevleugelde uitdrukking en het officieuze nationale motto van het land Luxemburg. Het motto verwijst naar de wens van het Luxemburgse volk om zijn soevereiniteit en identiteit te behouden, met name binnen de context van de grotere en sterkere buurlanden Frankrijk, Pruisen (Duitsland) en België, alsook Nederland.

## Herkomst
De tekst is voor het eerst terug te vinden in het refrein "De Feierwon", een lied van de hand van de Luxemburgse dichter Michel Lentz dat voor het eerst opgevoerd werd op 4 oktober 1859, ter ere van de eerste internationale trein die die dag vertrok vanaf station Luxemburg. Het lied, en met name deze zinsnede, werd al snel geassocieerd met de onafhankelijkheid van het Luxemburgse volk, en was bijvoorbeeld al ten tijde van de Luxemburgse kwestie rond 1867 een bekend motto. Hoewel het volkslied van Luxemburg uiteindelijk "Ons Heemecht" (eveneens van Lentz) is geworden, is het motto bekend gebleven.
| "De Feierwon" in het Luxemburgs: Kommt hier aus Frankräich, Belgie, Preisen, Mir wellen iech ons Hémecht weisen, Frot dir no alle Säiten hin, Mir welle bleiwe wat mir sin. | Vrij vertaald: Komt hier uit Frankrijk, België, Pruisen, We willen je ons vaderland laten zien, Vraag aan alle kanten, Wij willen blijven wat wij zijn. |

## Ander gebruik
Hoewel de leus hoofdzakelijk in de context van de Luxemburgse onafhankelijkheid wordt gebezigd, wordt hij soms ook gebruikt om de onafhankelijkheid van andere landen te benadrukken, zoals die van Oekraïne tijdens de Russische invasie van Oekraïne in 2022. Er wordt ook naar verwezen in de kunst, bijvoorbeeld op het album Klasseklon van de Luxemburgse muzikant Serge Tonnar (lb) of in de moderne beeldende kunsten van Luxemburg.